# Хамурапи
Хамурапи (род. 1792; †1752 г. пр. Хр.) е шестият цар от първата царска династия на Старовавилонското царство. Той е един от най-значимите ориенталски владетели от епохата. Той пише закони

## Етимология
Името Хамурапи се образува от две акадски думи „хаму(м)“ и „рапиу(м)“. Хамум означава „глава на семейство“, „чичо по бащина линия“ или „дядо“. Рапиум означава „лечител“ и произхожда от глагола „рапум“ (лекувам). Поради това Хамурапи може да се преведе като „лекуващ баща“ (на неговия народ).

## Управление
Хамурапи е считан за един от най-великите вавилонски царе. Той създал сборник с 282 закона, свързани с търговията, правото на собственост и правата на гражданите. Всички, които дръзвали да нарушат установените порядки във Вавилон, били съдени и строго наказвани. В основата на тези закони бил принципът за еквивалентност на възмездието,
известен и днес: „Око за око, зъб за зъб“. Според него, ако лошо построена сграда се събори и причини смъртта на собственика, на строителя се налагало смъртно наказание, а ако под развалините на дома загинел синът на собственика - със смърт се наказва синът на строителя. Но ако събореният дом убиел роб на собственика, строителят трябвало само „да му даде роб срещу роб“. Законите на Хамурапи осигурявали ред в държавата и благоприятни условия за развитието и търговията, робовладелството и земевладението.